# 奇利拉邦布韋縣

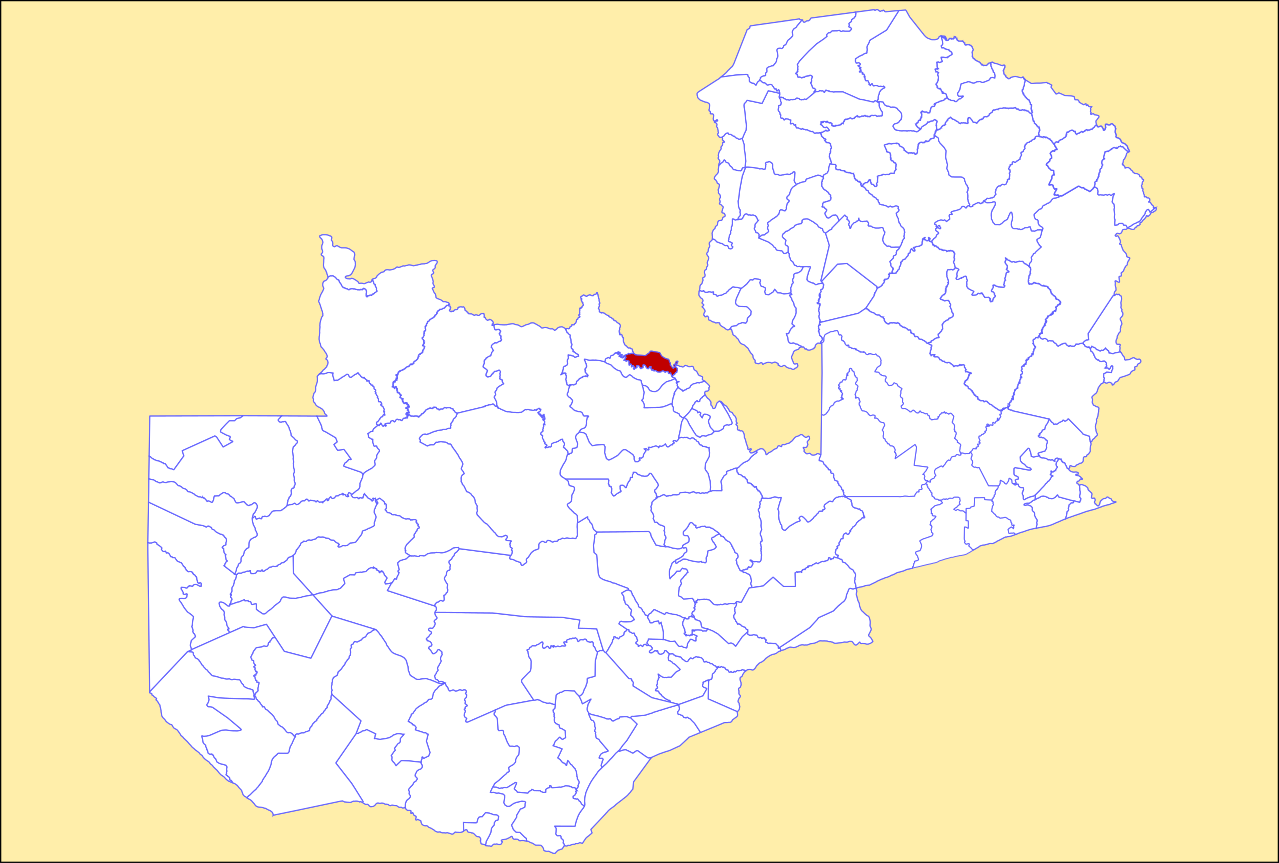

12°20′S 27°50′E / 12.333°S 27.833°E
奇利拉邦布韋縣（英語：Chililabombwe District），是贊比亞的縣份，位於該國中部，由銅帶省負責管轄，首府設於奇利拉邦布韋，面積1,026平方公里，2010年人口91,833，人口密度每平方公里89.5人。